# Mayara Magri
Mayara Magri (Río de Janeiro, 26 de abril de 1994) es una bailarina de ballet brasileña, bailarina principal en The Royal Ballet. Su ascenso a bailarina principal entró en vigencia en septiembre de 2021.

## Infancia y formación
Magri nació y creció en Brasil. A los ocho años recibió una beca para formarse en la Petite Danse School de Río de Janeiro. Cuando tenía dieciséis años, ganó la División de Mayores del Youth America Grand Prix y la Beca Prix de Lausanne y el Premio del Público en 2011. Aunque sus maestros la alentaron a entrenarse en los Estados Unidos, eligió ir a The Royal Ballet School en Londres. Magri, que se formó en el método Vaganova, tuvo que adaptarse al ballet británico.

## Carrera
En 2012, a los 17 años, le ofrecieron un contrato para incorporarse a la compañía The Royal Ballet. Fue nombrada Primera artista en 2015, Solista en 2016, Primera Solista en 2018 y Bailarina Principal en 2021. Ha bailado papeles como Kitri en Don Quijote, Gamzatti en La bayadera, Mitzi Caspar en Mayerling y Lescaut's Mistress en Manon. En junio de 2020, en la primera serie de funciones desde el cierre de la Royal Opera House debido a la pandemia del coronavirus COVID-19, que se transmitió en línea, Magri y Matthew Ball interpretaron un extracto de la obra de Christopher Wheeldon Within the Golden Hour, teniendo solo 5 días para aprenderse y ensayar el pas de deux.

## Repertorio seleccionado
El repertorio de Magri con The Royal Ballet incluye:
- Swanilda in Coppélia
- Julieta en Romeo y Julieta
- Kitri y Mercedes in Don Quijote
- Myrtha in Giselle
- Gypsy Girl in The Two Pigeons
- Hada Lila, Hermana de Florestan, Hada del Jardín Encantado y Hada del Claro del Bosque en La bella durmiente
- Tatiana en Anastasia
- Hade de azúcar, Hada de las flores en El cascanueces
- Handmaiden en Apollo
- Pas de trois en El lago de los cisnes
- Mitzi Caspar en Mayerling
- Gamzatti in La bayadera
- Lescaut's Mistress en Manon
- ‘Rubies’ from Jewels
- Woolf Works
- Within the Golden Hour
- Monotones I
- Symphonic Variations
- After the Rain

### Roles estrenados
- Multiverse
- Corybantic Games
- The Illustrated ‘Farewell’